# کالوپاناجیوتیس
کالوپاناجیوتیس (به لاتین: Kalopanagiotis) یک روستا در قبرس است که در ناحیه نیکوزیا واقع شده‌است.

## خصوصیات
کالوپاناجیوتیس  ۲۸۷ نفر جمعیت دارد.